# Ryszard Piekut
Ryszard Piekut (ur. 3 maja 1950 w Wołomin, zm. 3 lipca 2022 w Sztokholmie) – polski poeta, prozaik, działacz organizacji emigracyjnych.

## Biografia
Urodził się w 1950 roku w Wołominie. Ukończył Zasadniczą Szkołę Kolejową, a potem Liceum Ogólnokształcące. Studiował filologię na Uniwersytecie Warszawskim. Po studiach pracował jako korektor. Równocześnie był członkiem „Solidarności”. 
W 1985 roku wyemigrował do Szwecji, gdzie mieszkał aż do śmierci. Był redaktorem sztokholmskiego pisma internetowego „Most”. Działał w polskich organizacjach emigracyjnych, m.in. był członek zarządu Rady Uchodźstwa Polskiego w Szwecji, działał również w Towarzystwie Przyjaciół Biblioteki Polskiej w Sztokholmie.
W 1999 roku zadebiutował jako prozaik powieścią ”W ciszy spadających gwiazd”, która ukazała się w sztokholmskim Wydawnictwie Polonica. Był autorem powieści politycznych o czasach PRL-u, a także poezji. 
Zmarł (prawdopodobnie, znaleziono go w mieszkaniu dopiero po kilku dniach) 3 lipca 2022 roku.

## Twórczość wybrana
- W ciszy spadających gwiazd (powieść, 1999)
- Kod „Zero” (powieść sensacyjna 2001)
- Skowyt (sztuka teatralna, 2002)
- Głosy (poezje, 2003)
- Fado (poezje, 2004)
- Znikająca planeta (powieść, 2013)